# دانشگاه در اروپای سده‌های میانه

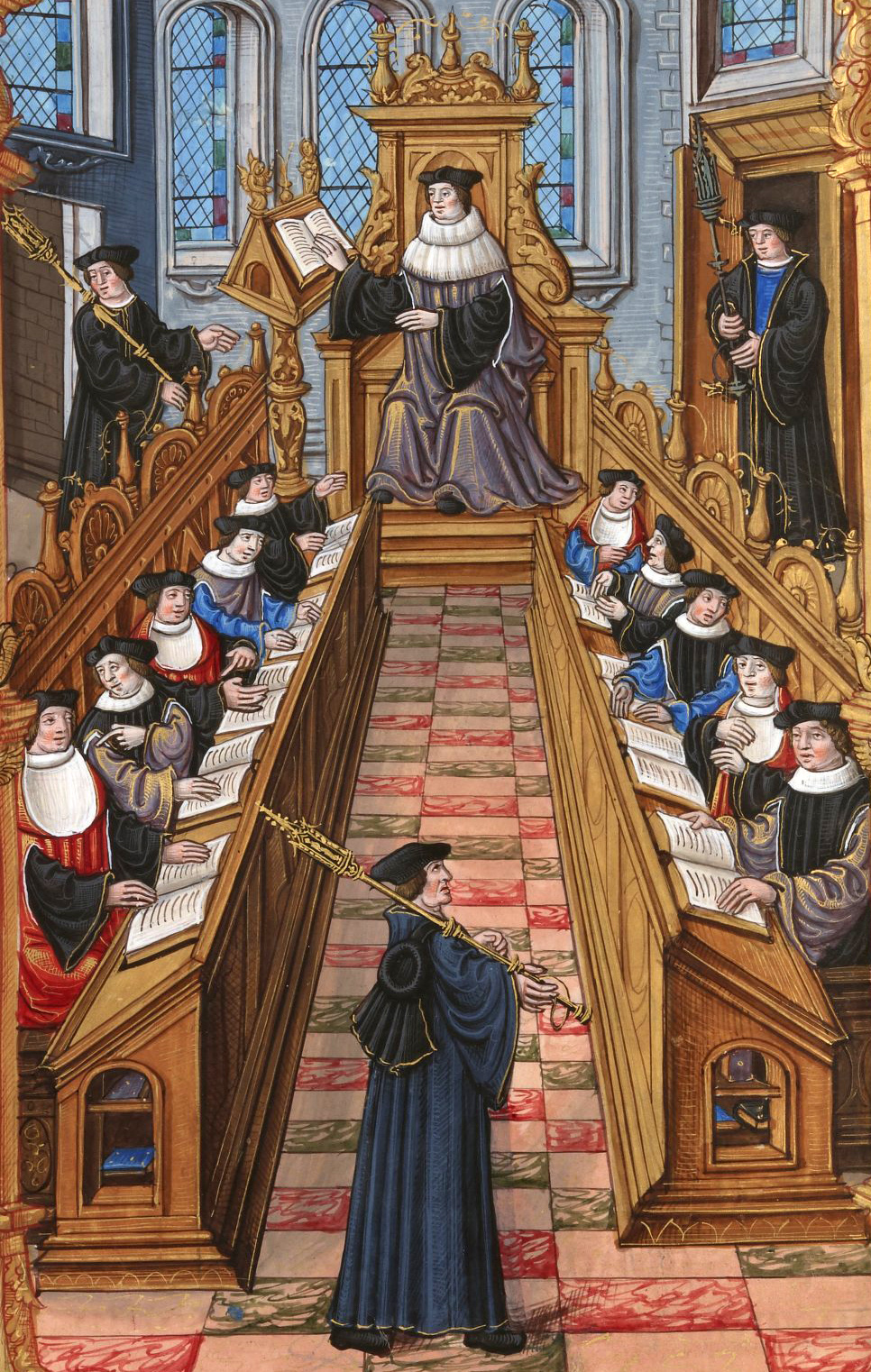
نگاره‌یی از کتابی خطی از سده شانزدهم میلادی از نشست دکترها در دانشگاه پاریس

دانشگاه در اروپای سده‌های میانه نهادی بود که در سده‌های میانه و در اروپای غربی برای آموزش عالی بنیاد گذاشته شد. نخستین نهادها در اروپای غربی را، که بتوان دانشگاه نامید، در ایتالیا (خصوصاً پادشاهی‌های ناپولی و سیسیل)، و پادشاهی‌های انگلستان، فرانسه، اسپانیا، پرتغال و اسکاتلند در سده‌های یازدهم تا پانزدهم میلادی برای آموزش و پژوهش در هنر و سطوح عالی الاهیات، حقوق و پزشکی بنیاد گذاشته شدند. در سده چهاردهم میلادی شمار و فعالیت این دانشگاه‌ها در اروپا افزایش یافت. این دانشگاه‌ها خود برآیند دگردیسی مدرسه‌های کلیسایی و مدرسه‌های رهبانی بودند و اگرچه سیاهه این مدرسه‌ها که واتیکان تهیه می‌کرد، می‌تواند بسیار روشن‌گر و راه‌گشا باشد، اما به آسانی نمی‌توان مرزی روشن کشید، که این مدرسه‌ها از چه تاریخی به راستی دانشگاه به شمار می‌آیند.

## پیشینه

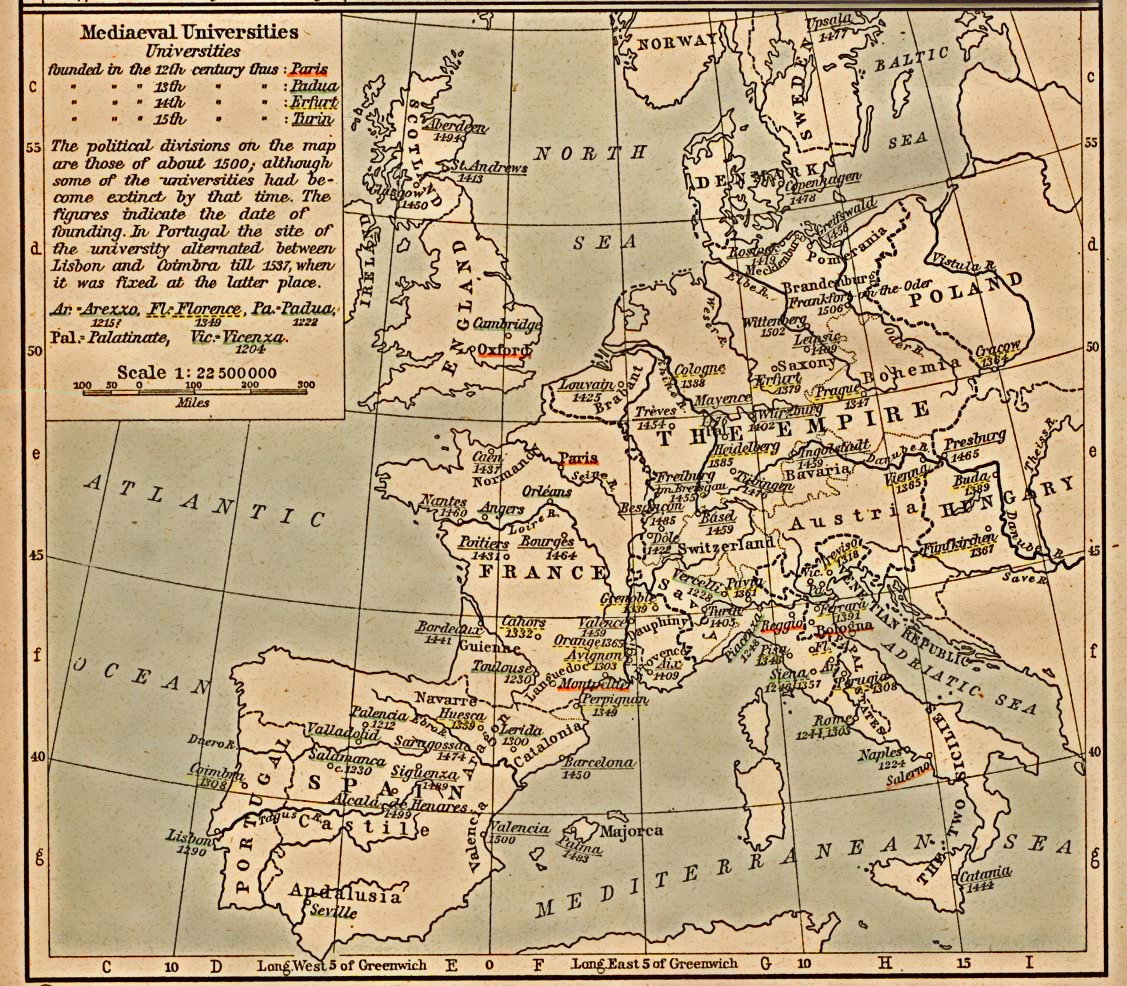
نقشه دانشگاه‌های سده‌های میانه اروپا

با رشد و رونق شهرنشینی در اروپای سده‌های دوازدهم و سیزدهم میلادی نیاز به دین‌یاران و کشیشان دانش‌آموخته و حرفه‌یی بیش‌تر احساس می‌شد. پیش از آن زندگی فکری در اروپا بر دوش و صومعه‌ها وانهاده شده بود، که بیش‌تر جایگاه نماز و نیایش بودند و کم‌تر صومعه‌یی می‌توانست به کشیشان دانشورش ببالد. در پی اصلاحات گریگوری که بر شریعت قاعده‌مند و آموزش مقدسات پای می‌فشرد، اسقف‌ها پایه مدرسه‌های کلیسایی را گذاشتند، تا قواعد شریعت را به روحانیان آموزش بدهند، هرچند با نگاهی گیتی‌گرایانه‌تر و فارغ از گرایش دینی، منطق و فن جدل برای به کار بردن در موعظه و تبلیغ و حساب برای اداره امور مالی نیز بدیشان آموزانده می‌شد. پاپ گریگوری هفتم در ترویج و گناردن مفهوم دانشگاه نوین جدی بود، چندان که در فرمان پاپی ش در ۱۰۷۹ میلادی به پایه‌گذاری گنارده مدرسه‌های کلیسایی دستور داده است، که خودشان بعدتر نخستین دانشگاه‌های اروپایی شدند.
بدین ترتیب دانش‌آموختگی برای بالارفتن در مراتب کلیسایی بایسته شد و استادان و آموزگاران ارج دیدند و بر صدر نشستند. درخواست‌ها به‌زودی از حد مدرسه‌های کلیسایی، که با یک استاد اداره می‌شدند، فرارفت. از این گذشته تنش میان دانش‌آموزان این مدرسه‌ها در شهرهای کوچک با اهالی بالا می‌گرفت و از این رو مدرسه‌ها به شهرهای بزرگی چون بولونیا و رم و پاریس کوچیدند.

### تدریس
برنامهٔ عمومی دانشگاه‌های قرون‌وسطی شامل مواد هفتگانهٔ صرف‌ونحو، بلاغت، منطق، حساب، هندسه، موسیقی و هیئت بود. بعضی از کتب ارسطو مانند ارغنون و اخلاق نیکوماخوسی، سیاست نیز تدریس می‌شد. در پزشکی کتب بقراط و جالینوس و ابن سینا (قانون در طب) مهم‌ترین درس بود. در الاهیات نیز کتاب عقاید، تألیف پیتر لمبارد، مهم‌ترین درس بود و تورات و انجیل را نیز می‌آموختند. در دانشکدهٔ حقوق نیز مجموعهٔ قوانین ژوستینین یکم، موسوم‌به بدنه قانون مدنی و مجموعهٔ قوانین و مقررات و نظامات مربوط به کلیسا تدریس می‌شد.
روش تعلیم بدین قرار بود که استاد متن کتاب را که به زبان لاتین بود، با حواشی و معلقات و شرح آن با کمال تأنی می‌خواند و به‌ زبان لاتین بیان می‌کرد و توضیح می‌داد و تکرار می‌کرد و از خود نیز عقایدی اظهار می‌نمود و دانشجویان می‌بایستی از بیانات او یادداشت بردارند و آن را فراگیرند. از این‌رو، پیش از ورود به دانشگاه می‌بایستی زبان لاتین را آموخته باشند. مباحثه و جدل میان دانشجویان نیز از لوازم تحصیل بود. تمام آموزش‌ها به زبان لاتین داده می‌شد و از دانشجویان و دانش‌آموزان انتظار می‌رفت بدان زبان تکلم کنند.

## بنیادگذاری
دانشگاه بولونیا (۱۰۸۸)، دانشگاه پاریس (۱۱۵۰)، دانشگاه آکسفورد (۱۱۶۷)، دانشگاه مودنا و رجیو امیلیا (۱۱۷۵)، دانشگاه پالنسیا (۱۲۰۸) و دانشگاه کمبریج (۱۲۰۹) در میان نخستین دانشگاه‌ها از این دست بودند.